# Керегшор
Керегшор (устар. Кэрэг-Шор) — река в Берёзовском районе Ханты-Мансийского автономного округа России. Устье реки находится в 33 км по левому берегу реки Неркаю. Длина реки составляет 13 км.

## Данные водного реестра
По данным государственного водного реестра России относится к Нижнеобскому бассейновому округу, водохозяйственный участок реки — Северная Сосьва, речной подбассейн реки — Северная Сосьва. Речной бассейн реки — (Нижняя) Обь от впадения Иртыша.